# Folklore (jogo eletrônico)
Folklore é um jogo de ação-aventura feito pela SCE Japan Studio e Game Republic. É uma franquia de jogos para o console PlayStation 3 originalmente lançado em 2007 e criado por Kouji Okada, pai da série Shin Megami Tensei. O jogo tem múltiplos reviews.
A trama do game gira em torno de dois personagens, Ellen, uma guerreira mágica que busca vingança pela morte de sua mãe, e Keats, um homem elegante e galante que também possui poderes mágicos.
O título gira em torno dos Folk e das habilidades mágicas dos protagonistas. Quando você enfraquece um dos monstros, é possível capturar sua alma, ganhando assim seus poderes. É possível, então, invocar mais tarde tais poderes e usá-los contra outros inimigos.